# البكتيريا المفرزة الحالة للدم
البكتيريا المُفرزة المذيبة للدم في السابق كانت تعرف بالبكتيريا الوتدية المذيبة للدم، وهي نوع من البكتيريا التي تصنف بكتيريا إيجابية الغرام. وهي نوع سالب لأنزيم الكاتالاز، هوائي، عقدي، وغير قابل للحركة. وهي جزء من الميكروبات البشرية الموجودة في البلعوم، لكن في بعض الأحيان قد تسبب التهاباً في الرأس والعُنق والبلعوم والجيوب (عدوى البكتيريا المُفرزة المذيبة للدم)>

## التاريخ
في البداية وُصِفَت البكتيريا من قبل ماك كلين ومجموعته. في عام 1946 في الولايات المتحدة حيث كان الجنود والناس في جنوب المحيط الهادي يعانون من التهاب الحلق. وبسبب تشابهها مع بكتيريا أخرى فلقد كانت تصنف من سلالة الوتدية المقيحة. كانت معروفة منذ عقود بالبكتيريا الوتدية المذيبة للدم. وفيما يتعلق بالجدل حول تصنيف هذه البكتيريا، حُلّ في عام 1982 بعدما قام كولنز ومجموعته بتعريف سلالة جديدة تسمي بالبكتيريا المُفرزة المذيبة للدم. بأعادة تصنيف البكتيريا الوتدية المذيبة للدم على أساس تركيب البيبتيدات السكرية،وتحليل الحمض الدهني وتسلسل ال حمض النووي "DNA".
منذ بداية تسميتها، كانت مجموعة الأمراض التي تحصل بسبب البكتيريا المفرزة المذيبة للدم توسعت لتضم إنتان والتهاب العظم والنقي. هذه البكتيريا موجبة غرام وعصوية، ولاهوائية أختياريا وسالبة للكاتالاز (قد تتحول للشكل الكروى عندما ينمو الكائن). مع إتخاذها لتركيبات توصف بأنها كعلبة الثقاب أو كترتيبات الحروف الصينية. يتحسن نموها في وجود الدم وثانى أكسيد الكربون.

## الاكتشاف
اُكْتُشِف انحلال الدم من أطباق بها دم إنسان مع أجار، والزراعة الروتينية من العينات التي يشتبه في احتوائها البكتيريا الوتدية، يمكن من خلالها التمييز بسهولة بين البكتيريا المفرزة المذيبة للدم والبكتيريا عقدية مقيحة. اختلافات الشكل التي يمكن أن تظهر من خلال المايكروسكوب يمكن أن تستخدم للتفريق بينهم، بما أن البكتيريا المفرزة لها شكل القضيب والبكتيريا العقدية لها شكل كروي.
عدوى البكتيريا المفرزة المذيبة للدم أكثر شيوعاً لدى الأعمار بين 15- إلى 25 سنة  وتظهر كالتهاب للبلعوم و/أو التهاب اللوزتين يترافق معها تضخم العقد اللمفية. الأعراض تبدو كتلك التي توجد في تكسر كريات الدم الحمراء بيتا بسبب البكتيريا العقدية المقيحة أو العدوى الفيروسية. طفح الصدر والبطن والرقبة والأطراف يوجد في 20٪ إلى 25٪ من الحالات، وهذا يزيد من خطر الخطأ التشخيصي كعدوى البكتيريا العقدية أو الحساسية من بنسلين، عندما يكون العلاج ببيتا لاكتام بدأ بدون تشخيص دقيق.
أن البكتيريا المفرزة المذيبة للدم غالبا ما تحدث في العدوى متعددة الميكروبات مع الممرضات التنفسية النموذجية كالبكتيريا العقدية المقيحة. عزل مسببات الأمراض التقليدية من العينات التي تحتوي البكتيريا المفرزة المذيبة للدم يمكن أن تكون مسؤوله عن فقدها في التشخيص.

## المرض
البكتيريا المفرزة المذيبة للدم هي سبب لالتهاب البلعوم (التهاب الحلق) في أكثر من 2.5% من الحالات. في دراسة واحدة كانت العامل المسبب لاتهاب البلعوم في 1.4% من الجنود. من النادر أن نجدها في جلد أو حلق الناس الأصحاء مما يعني أنها ليست جزء من البكتيريا الطبيعية المعتادة.
لا نعلم الكثير عن طرق العدوى للبكتيريا المفرزة المذيبة للدم خاصة المرتبطة بالأعراض الجلدية. هذه البكتيريا تنتج عوامل غير معرفة لتكسير كريات الدم الحمراء، نورامينيداز وفوسفوليباز (PLD) تعمل بشكل تفضيلي على سفينغوميلين. (PLD) معروف بقدرته على تدمير الانسجة، لكن دور هذا السم الخارجي في المرض بتأثير سمية الخلايا لم يثبت بعد.
تقيح الصدر أُُبْلِّغ عنها.

## العلاج
البكتيريا المفرزة المذيبة للدم المعزولة من الإنسان هي سريعة التأثر لإريثروميسين (مضاد حيوي) (مقترحة كخط أول للدواء)، كليندامايسين، جنتاميسين، وسيفالوسبورين.(مضادات حيوية)
يجب أن يقتصر استخدام العقاقير المضادة للميكروبات الوريدية على الالتهابات الخطيرة. 